# Тихомир Огнянов
Тихомир Огнянов (на сръбски: Тихомир Огњанов) е сръбски футболист, защитник.

## Биография
Той е роден на 2 март 1927 г. в Суботица. От 1946 г. играе в местния отбор Спартак Суботица, а през 1949 – 1953 година в Цървена звезда, с който два пъти печели купата (1949 и 1950) и два пъти шампионата на Югославия (1951 и 1953). От 1950 до 1956 г. играе и в националния отбор, като участва в световните първенства в Бразилия през 1950 година и в Швейцария през 1954 г. От 1953 г. до края на състезателната си кариера през 1961 г. отново играе в „Спартак Суботица“.
Тихомир Огнянов умира на 2 юли 2006 г. в Суботица.